# Jules Mikhael Al-Jamil
Jules Mikhael Al-Jamil (ur. 18 listopada 1938 w Karakosche, zm. 3 grudnia 2012) – iracki duchowny katolicki obrządku syryjskiego, biskup pomocniczy Patriarchatu Antiochii w latach 1986-2012.

## Życiorys
Święcenia kapłańskie przyjął 7 czerwca 1964. 
1 sierpnia 1986 papież Jan Paweł II mianował go biskupem pomocniczym syryjskokatolickiego Patriarchatu Antiochii oraz biskupem tytularnym Tagritum. Sakry biskupiej udzielił mu 9 listopada tegoż roku ówczesny patriarcha Antiochii, Ignacy Antoni II Hayek. Od 1996 pełnił także funkcję prokuratora patriarchatu z rezydencją w Rzymie, zaś od 2002 wizytatora apostolskiego dla wiernych obrządku syryjskiego w Europie Południowej.